# Topeliopsis azorica
Topeliopsis azorica är en lavart som först beskrevs av P. James & Purvis, och fick sitt nu gällande namn av Coppins & Aptroot. Topeliopsis azorica ingår i släktet Topeliopsis och familjen Graphidaceae.   Inga underarter finns listade i Catalogue of Life.